# Amarumarcahuasi
Amarumarcahuasi, Amaru Marka Wasi o Amaromarcaguaci (posiblemente del quechua: amaru «serpiente», marka «pueblo» y wasi «casa», Salunniyuq (Salonniyoq, Salonniyuq), Salunpunku (Salonpunku), Laqu, Laq'u (lacco, lago), o Templo de la Luna). Es un sitio arqueológico del Perú. Está situado en la región de Cusco, provincia de Cusco, distrito de Cusco, al norte de la ciudad de Cuzco. Se encuentra al este del sitio arqueológico de Sacsayhuamán y al sur de Tambomachay y Puka Pukara, cerca de Qenko.
Este yacimiento fue posiblemente la antigua residencia de Túpac Yupanqui, el hijo mayor de Pachacútec Inca Yupanqui.